# Kielletty hedelmä
Kielletty hedelmä is een Finse film uit het jaar 2009. De film gaat over twee jonge meisjes uit de Finse streng religieuze gemeenschap, die vanuit Pohjois-Pohjanmaa naar Helsinki gaan om daar alles te ervaren wat hun gemeenschap hen verbiedt. De meisjes gaan beide op hun eigen manier om met de vrijheid en de mogelijkheden in de stad. Uiteindelijk gaat ieder haar eigen weg.

## Het verhaal
Maria, een achttienjarig, zeer religieus opgevoed meisje in het noorden van Finland raakt geïnteresseerd in jongens en seks, in een gemeenschap waarin alle vormen van plezier verboden zijn. Haar zus Eeva is uit de sekte gestapt en in Helsinki gaan wonen. In het dorp praat niemand over waarom ze weg is. Maria besluit een zomer met de bus naar Helsinki te reizen en te ontdekken waarom genot verboden is in haar sekte. Niet lang daarna sturen de ouderen Maria’s vriendin Raakel naar Helsinki om Maria terug te halen naar het noorden. Maria blijft enthousiast experimenteren met alcohol, jongens, uitgaan en televisie kijken, terwijl Raakel van een afstandje toekijkt. Ze bezoeken Eeva, die samen blijkt te wonen met een vrouw en benadrukt dat er in haar huis geen woord gesproken mag worden over het geloof dat haar als kind heeft onderdrukt.
Wie zich het meest aantrekt van het geloof en haar begane ‘zonden’, gaat uiteindelijk terug naar het noorden en trouwt met een jongen uit de sekte. Daarna doen de meisjes alsof ze elkaar niet meer kennen en gaat ieder haar eigen weg.

## Reacties op de film
Dat er over de laestadianistische gemeenschap weinig films zijn gemaakt, is iedereen in Finland, Nederland en België het eens. In deze film wordt het religieuze thema gecombineerd met herkenbaarder thema: kinderen die nieuwsgierig zijn naar alles waar hun ouders hen voor hebben gewaarschuwd.
- In Finland - ‘’Het is onduidelijk of de film de waarheid over de religieuze gemeenschap goed uitbeeldt,’’ schrijft journalist Tiina Länkinen in februari 2009 voor Yle. De dialogen zijn goed, maar omdat de meisjes woorden gebruiken uit het dialect van Oulu, maar deze met een stads accent uitspreken, lijken zij geen authentieke meisjes uit het noordse platteland.[1] De sfeer in de film is niet uitgesproken optimistisch, maar ook niet deprimerend. Hooguit de opvoeding van de meisjes is meelijwekkend. Op de recensie van Tiina Länkinen op www.yle.fi kwamen dertien reacties, veelal van Finnen die zelf zijn opgegroeid in een laestadianistische gemeenschap. Zij zeggen dat de sfeer rondom de gemeenschap goed in beeld is gebracht.
- In Nederland - Op Nederlandse forums valt vooral te lezen dat het verhaal voorspelbaar is en de film saai[2]. Anderen vinden de beelden, de soundtrack en de ontwikkeling van de meisjes mooi. Het wordt gewaardeerd dat er een film wordt gemaakt over Laestadianistische jongeren, een thema waar weinig regisseurs zich mee bezig hebben gehouden. Voor Nederlanders is het moeilijk om zich in te leven in leden van een laestadianistische gemeenschap en ze kunnen zich voorstellen dat Maria daar weg wil.
- In België – De Standaard bericht over ‘’ingetogen subtiliteit die het vaak moet afleggen tegen ontactvolle dialogen.’’[3] Als voorbeeld wordt Maria's vrijgevochten zus genoemd, die een doorsnee avondje uit beschrijft als 'zuipen, neuken en daarna abortus plegen.' Zelfs naar atheïstische normen is dat wat van het goede te veel, aldus De Standaard.

In 2012  werd de film met Nederlandse ondertiteling uitgezonden op de Belgische televisiezender Canvas.

### Prijzen en nominaties
Kielletty hedelmä kreeg prijzen op filmfestivals in Portugal, Oostenrijk, Frankrijk en Finland.
In 2009 kreeg de film in Portugal een C.I.C.A.E. Award en kreeg Amanda Pilke (Maria) de Golden Dolfin. In datzelfde jaar kreeg de film de ‘’special jury prize’’ in de internationale competitie op het Pune Film Festival in India. 
Verder was de film in 2009 genomineerd voor een Jussi award en in 2010 op het Göteborg Film Festival voor Beste film in de categorie Noordse film.

## De regisseur
Dome Karukoski is de regisseur. Hij heeft elf Finse films gemaakt en dertien (internationale) prijzen op zijn naam staan. Hij heeft ook Tyttö, sinä olet tähti (2005) en de boekverfilming Het huis met de zwarte vlinders (2007) gemaakt, waarin Marjut Emilia Maristo (’’Raakel’’) ook speelt. 
In zijn films spelen jongvolwassenen de hoofdrol, die veelal met hun verleden proberen om te gaan. Bij ‘’Kielletty hedelmä’’ is het de streng religieuze opvoeding en in ‘’Tummien perhosten koti’’ een jeugdtrauma. Vriendschap en persoonlijke ontwikkeling is een overheersend thema is Karukoski’s films.
Naast films heeft Karukoski ook tv-series, kortfilms en één muziekvideo gemaakt voor de Finse zangeres Jenni Vartiainen.

## Externe verwijzingen
- IMDB-pagina van Kielletty hedelmä
- Trailer van de film
- Biografie van Dome Karukoski
- Muziekvideo Jenni Vartiainen - Tunnoton